# 汉密尔顿学院
汉密尔顿学院（英語：Hamilton College）是一所位于美国纽约的私立文理学院。

## 历史

1885年

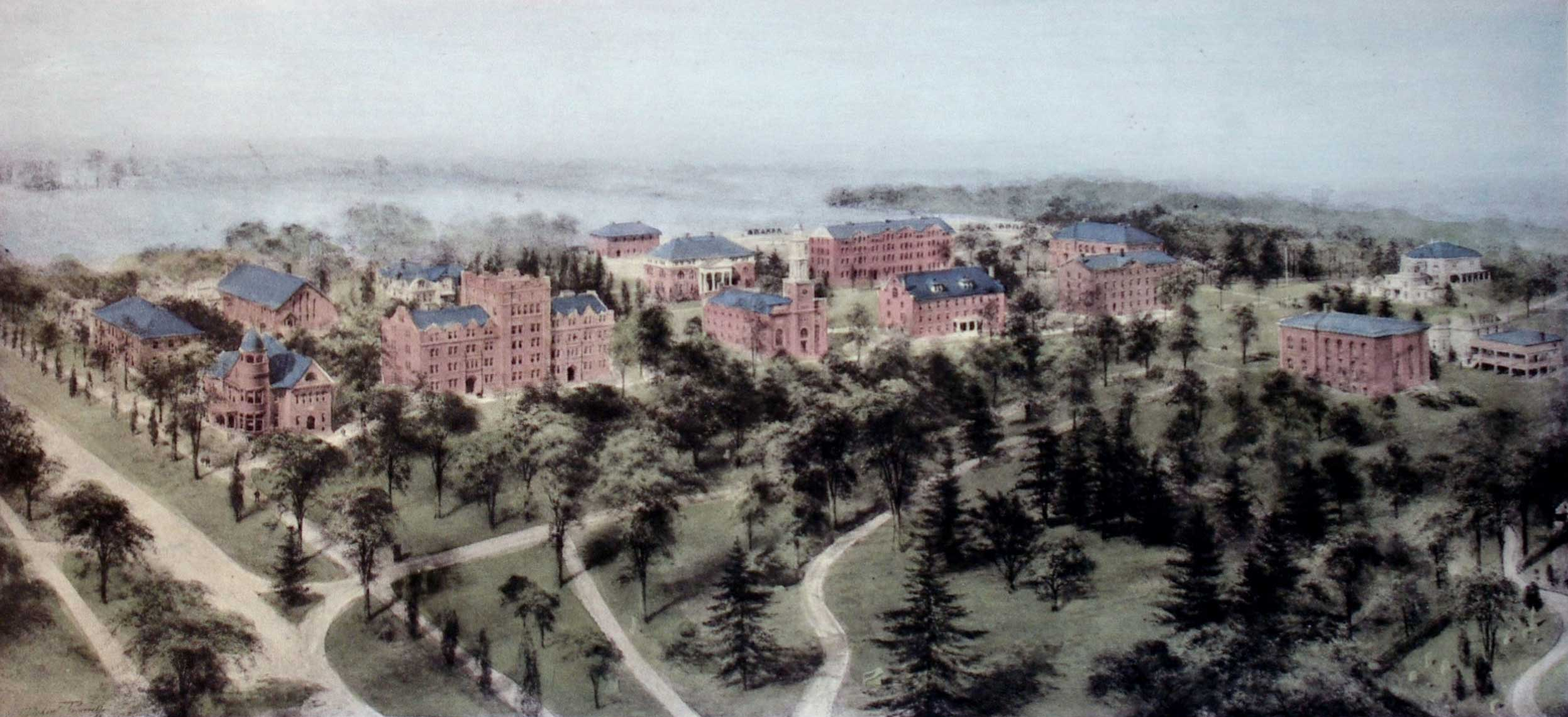
1900年代初

创建于1793年，當時稱漢彌爾頓-奧內達學院（Hamilton-Oneida Academy），1812年改現名以纪念美国开国元勋之一的亚历山大·汉密尔顿。
1978年开始实施混合性别教育。
2017年秋季招收1850名学生。来自美国49个州以及49个国家。
目前是新英格兰小学院体育联盟成员之一。